# Coma Roia (la Vall de Boí)
La Coma Roia és una coma que es troba dins el terme municipal de la Vall de Boí, a l'Alta Ribagorça, i dins del Parc Nacional d'Aigüestortes i Estany de Sant Maurici.
S'estén des de la part mitjana de la Cometa de les Mussoles cap al Pic Roi, direcció sud-sud-est; conformant, les dues comes, la vall occidental de les dues que formen la Vall de les Mussoles.

## Rutes[2]
La ruta surt del Planell de Sant Esperit resseguint la riba esquerra del Barranc de Llacs, fins a trobar i seguir, cap al sud-est, el Barranc de les Mussoles. Al trobar el punt on desaigua el Barranc de la Cometa de les Mussoles, la ruta ressegueix aquest barranc direcció sud i després pren direcció sud-sud-est.